# گشین
گَشین: (Gashin)  /gæʃi:n/ ( به زبان کوردی سورانی) : نامی است دخترانه با ریشه کوردی.  بر اساس دیکشنری  هنبانه‌بورینه عبدالرحمان شرفکندی (ماموستا هژار) معنی ها زیر برای آن درج شده است.
- سر زنده و شاداب
- پرطراوت و با انرژی
- شکفتن
- سرزنده مانند سرخی آتش.

همچنین اگر این کلمه با  -ِ تلفظ شود ( گِشین نام روستایی در ارمنستان می باشد)
گِشین:(Geshin) ( به کسره توجه شود)  یک روستا در ارمنستان است که در استان وایوتس‌جور واقع شده‌است.  در  کیلومتری شمال یغگنادزور، مرکز استان وایوتس‌جور واقع شده است.